# Xiaomi Mi Max 3
Xiaomi Mi Max 3 — останній смартфон Xiaomi серії фаблетів Mi Max. Був представлений 19 липня 2018 року.

## Дизайн
Передня панель виконана зі скла, а корпус — з алюмінію. Ззаду Mi Max 3 схожий на всі смартфони Xiaomi, що були випущені в 2018 році.
Знизу розміщені роз'єм USB-C та сітки динаміка і мікрофона, зверху — 3,5 мм аудіороз'єм, другий мікрофон та ІЧ-порт, зліва — гібридний лоток з одним слотом під SIM-картку та інший слотом під SIM-картку або карту пам'яті формату microSD до 256 ГБ, а справа — гойдалка регулювання гучності та кнопка блокування. Сканер відбитків пальців знаходиться на задній панелі.
Xiaomi Mi Max 3 продавався в 3 кольорах: чорному, синьому та золотому.

## Технічні характеристики

### Платформа
Mi Max 3 отримав систему на кристалі середнього рівня Qualcomm Snapdragon 636. Смартфон продавався в конфігураціях 4/64 та 6/128 ГБ.
Батарея отримала об'єм 5500 мА·год та підтримку 18-ватної швидкої зарядки.
Mi Max 3 отримав 6,9-дюймовий дисплей типу IPS LCD з роздільною здатністю Full HD+ (2280 × 1080), співвідношенням сторін 18:9 та щільністю пікселів 350 ppi.
Пристрій отримав стереодинаміки, де роль другого динаміка виконує розмовний динамік.
Mi Max 3 отримав подвійну камеру із основним об'єктивом на 12 Мп з діафрагмою f/1.9 і фазовим автофокусом dual pixel та сенсором глибини на 5 Мп з діафрагмою f/2.2. Також смартфон отримав передню камеру на 8 Мп з діафрагмою f/2.0. Основна камера вміє записувати відео в роздільній здатності 4K@30fps, а передня — 1080p@30fps.

### Програмне забезпечення
Mi Max 3 був випущений на MIUI 9, що базувалася на Android 8.1 Oreo. Глобальна версія була оновлена до MIUI 12, а китайська — до MIUI 12.5, яка працюють на базі Android 10.

## Рецензії
Оглядач з інформаційного порталу ITC.ua поставив Xiaomi Mi Max 3 4,5 бала з 5. До мінусів він відніс відсутність модуля NFC та якість мультимедійних динаміків, що стала гіршою в порівнянні з попередником. До плюсів оглядач відніс дизайн, дисплей, продуктивність та камеру. У висновку він сказав: «Пора відповісти на головне питання —  чи варто робити апгрейд? Так, однозначно варто. В тих самих габаритах ви отримуєте більший дисплей, більший акумулятор, швидкий процесор та кращу камеру. Чи варто зовсім дивитися в сторону таких великих фаблетів? Відповідь та ж сама — так. Але ви повинні вирішити для себе, чи зможете користуватися пристроєм майже завжди двома руками? Якщо ви готові до такого компромісу, то ваші очі скажуть вам дякую за розмір дисплея, а до розетки ви будете підходити помітно рідше. В загальному, Mi Max 3 — це дуже гідний смартфон, в новому поколінні, що став ще кращим. Так, недоліки у нього є. Наприклад, відсутність NFC вибачити в цьому році вже не можна, та й якість динаміків мені не сподобалась. Але в загальному, все стало тільки краще. Тому звернути увагу на Mi Max 3 варто і я впевнений, що ви не пожалкуєте».